# Cryptopimpla alpivaga
Cryptopimpla alpivaga är en stekelart som först beskrevs av Gabriel Strobl 1902.  Cryptopimpla alpivaga ingår i släktet Cryptopimpla och familjen brokparasitsteklar. Inga underarter finns listade i Catalogue of Life.